# 瓦列里·阿萨波夫
瓦列里·格里戈里耶维奇·阿萨波夫（俄語：Валерий Григорьевич Асапов，1966年1月1日—2017年9月23日）原俄羅斯陸軍中將，2017年9月叙利亚内战期间，在敘利亞代尔祖尔市附近死於伊斯兰国分子的炮擊。他是迄今为止在叙利亚内战中俄罗斯阵亡级别最高的军事人物。